# Radiokören

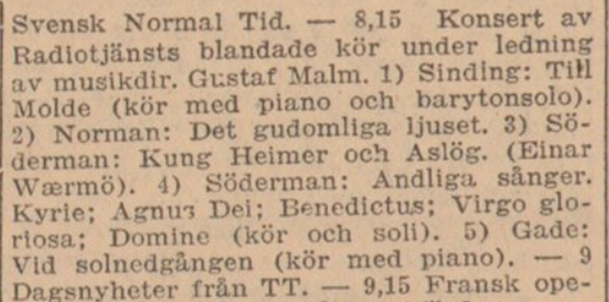
Programtablån för Radiokörens första konsert 1 maj 1925.

Radiokören är en av världens äldsta professionella körer och en viktig del av Sveriges Radios kulturskapande verksamhet. Den räknas som en av världens främsta körer och är förutom sina tolkningar av klassiska körverk också känd för sin framåtsträvande och mångsidiga repertoar. Radiokören består av 32 sångare och har sin hemmascen i Berwaldhallen som är Sveriges Radios konserthus. Genom Sveriges Radio P2 och Berwaldhallen Play kan även lyssnare i etern och på webben ta del av Radiokörens verk.

## Presentation
Radiokören bildades 1925 under namnet Radiotjänsts blandade kör av 15 medlemmar ur S:t Eriks katolska kyrkokör. Första konserten skedde 1 maj 1925 och kören dirigerades vid detta tillfälle av Gustaf Malm. På hösten 1925 engagerades istället Axel Nylander som ledde radiokören fram till sin död 1939. Ledningen övertogs därpå av Einar Ralf som under åren 1942–1945 sekonderades av dansken Mogens Wøldike, Palestrinakorets grundare som levde landsflyktig i Sverige under kriget.
År 1952 tillträdde Eric Ericson som nybesatte kören med medlemmar från sin egen kammarkör. Eric Ericsons kreativitet lockade unga svenska tonsättare som Lars Edlund, Ingvar Lidholm och Sven-Erik Bäck att skriva körmusik av ett slag som inte funnits tidigare, sporrade och inspirerade av de nya möjligheterna hos ensemblen. Under 50- och 60-talet kom så även utländska tonsättare som Paul Hindemith, Frank Martin, Igor Stravinsky och Aaron Copland till Stockholm för att få sina verk uppförda. Arthur Honegger lär ha sagt att han, när han hörde Radiokören sjunga sina stycken, för första gången hörde dem så som han föreställt sig att de skulle låta. 
Efter Eric Ericsons 30 år med Radiokören följde Anders Öhrwall åren 1982–1985 som hade ett särskilt fokus på barockmusiken. Hans tid avslutades passande nog 1985 med 400-årsjubileet av Schütz och 300-årsjubileet av Händel och Bach. Därefter kom Gustaf Sjökvist åren 1986–1994 som med sin nyfikenhet på nyskriven och populär musik breddade körens uttryck. Tõnu Kaljuste förde under sitt ledarskap 1994–2001 in tonsättare som Arvo Pärt och Alfred Schnittke på repertoaren medan Stefan Parkmanunder åren 2002–2005 bland annat framförde Bachs samtliga stora körverk. År 2007 tillträdde Peter Dijkstra under vars ledning ensemblen befäste sin roll som kulturbärare och elitensemble genom många uruppföranden och utlandsresor.
Idag består kören av 32 sångare anställda på halvtid. Då Peter Dijkstras elva år långa förordnande avslutades sommaren 2018, stod kören utan ordinarie chefsdirigent under två år tills Kaspars Putniņš rekryterades 2020 som Radiokörens tionde dirigent. Han kom närmast från Estlands filharmoniska kammarkör och Lettiska radions kör.

## Internationella framgångar
En milstolpe i Radiokörens historia var den ambitiösa box om fyra LP-skivor, Europäische Chormusik aus fünf Jahrhunderten Electrola (Sedermera EMI) lät producera 1971, påhejad av Electrolas producent Gerd Berg. Boxen gav internationell genklang och succén följdes upp sju år senare med Virtuose Chormusik, också den en påkostad box om fyra LP-skivor. Dessa inspelningar gjorde Radiokören tillsammans med Stockholms Kammarkör/Sveriges Radios kammarkör (sedermera Eric Ericsons Kammarkör) som under många år haft ett intimt samarbete med ensemblen.  
Under 1980-talet kom Radiokören att inleda ett samarbete med Berlinerfilharmonikerna, vilket resulterade i flera uppmärksammade konserter och skivinspelningar med Riccardo Muti, Claudio Abbado och James Levine.   
Radiokören internationella framgångar uppmärksammades av den svenska regeringen 2010 då kören tilldelades regeringens särskilda hederspris, i samband med utdelandet av Musikexportpriset med följande motivering: "Många är de svenska körer som skördat internationella framgångar genom åren, men få har som Radiokören under mer än ett halvt sekel satt den svenska körmusiken på kartan".
I januari 2011 skrev den  brittiska tidskriften Gramophone i en artikel där en expertpanel utsåg världens tjugo bästa körer: ”Trots disciplin, tydlig artikulation, varsamma frasslut och plötsliga utbrott av fruktansvärd styrka går det inte att ta miste på körens klang: varm, innerlig, balanserad och, framför allt, felfri utan sterilitet eller ihålig perfektion.”  
År 2015 förärades skivan Mass & Motets med sakrala verk av Johannes Brahms Nederländernas äldsta musikpris, det prestigefyllda Edison Klassiek. Nordic Sounds med musik av bland annat Sven-David Sandström tilldelades 2011 utmärkelsen Diapason d’Or av den franska musiktidskriften Diapason.
I april 2018 återförenades Radiokören med Berlinfilharmonikerna i Mozarts stora Mässa c-moll  under ledning av Daniel Harding vid tre utsålda konserter. Tidningen Der Tagesspiegel skrev då att ”det är med rätta kören anses vara den bästa i sitt slag”.

## Övrigt
Radiokören gjorde succé 2008-2009 då de medverkade i Sveriges Radios "Tack-sång" till licensbetalare. En av filmerna  "Hembesök", där kören gör hembesök hos licensbetalare blev 2009 års vinnare av Guldägget för Bästa film i Svenska Reklamförbundets tävling.
Sedan 1979 är Radiokörens hemmascen Berwaldhallen, Sveriges Radios konserthus.
Vid sidan av Radiokören bildade Sveriges radio en radiokör i Göteborg 1943 av Hilding Hallnäs under Knut Olof Strandbergs ledarskap. Denna kör blev dock kortlivad och lades ned redan 1945. 1960 grundade Gösta Ohlin en ny radiokör (Göteborgs Radiokör) bestående av 25 personer och som verkade i ca tio år men som från 1970 bytte namn till Gösta Ohlins vokalensemble. För yngre sångare hade Sveriges radio åren 1946-1966 en gosskör (Radiotjänsts gosskör) som leddes av Åke Åhlén. Där skolades bland andra: Jerry Williams, Olle Adolphson, Magnus Härenstam, Anders Linder, Bengt af Klintberg och Claes ”Clabbe” af Geijerstam. Radiotjänsts-/Sveriges radios flickkör leddes åren 1953-1968 av Hans Holewa där medlemmarna främst plockades från Radions Barnkammarkör. Sveriges radios ungdomskör verkade 1960-1972, först under Karl-Gustaf Gunneflos ledning men fick tidigt Anders Öhrwall som dirigent. På 1930-talet förekommer även inspelningar och radioupptagningar med Radiomanskören och Radiotjänsts damkör.

## Chefsdirigenter
- 1925 Gustaf Malm
- 1925–1939 Axel Nylander
- 1939–1952 Einar Ralf (Mogens Wøldike, 1942-1945)
- 1952–1982 Eric Ericson
- 1982–1985 Anders Öhrwall
- 1986–1994 Gustaf Sjökvist
- 1995–2001 Tõnu Kaljuste
- 2002–2005 Stefan Parkman
- 2005-2007 Chefsdirigentjänsten obesatt. Tõnu Kaljuste och Peter Dijkstra alternerande förste gästdirigenter.
- 2007–2018 Peter Dijkstra
- 2018-2019 Chefsdirigentjänsten obesatt, kormästare Marc Korovitch
- 2020- Kaspars Putniņš

## Diskografi
- 1939  Härlig är jorden, Vår Gud är oss en väldig borg Dirigent: Axel Nylander Radiotjänst R 53 (78 rpm)
- 1939 God Jul Radiokören och Septiman. Dirigent: Sven Sköld, Telefunken A 5219 (78 rpm)
- 1943 Ack, Värmeland Du Sköna Dirigent: Sven Sköld Radiotjänst – RD 531 (78 rpm)
- 1943 Förvårskväll Dirigent: Mogens Wöldike Radiotjänst - RD 533 (78 rpm)
- 1946 Andliga sånger för blandad kör och orgel 4 skivor med Radiokören under ledning av  Mogens Wöldike och Engelbrekts kyrkokör under ledning av David Åhlén. Radiotjänst – RA 102 (78 rpm)
- 1946 Sex visor i folkton (August Söderman); Kung Liljekonvalje (David Wikander) Dirigent: Mogens Wøldike Radiotjänst: RA 109 110
- 1946 Krist är uppstånden (Sättn.: Hassler, mel. fr. 1100-talet); Av himlens höjd oss kommet är (Eccard; Sv. ps. 63) Dirigent: Mogens Wøldike Radiotjänst: RA 108
- 1946 Din sol går bort (M. Vulpius); Av himlens höjd oss kommet är (J. Eccard) Dirigent: Mogens Wöldike Radiotjänst:  R 223
- 1950 Du gamla du fria; Sverige Dirigenter: Tor Mann och Einar Ralf Radiotjänst: RA 122
- 1949 Tre körvisor Dirigent: Mogens Wøldike Radiotjänst: RD 532
- 1956 Ökensången potpurri I och II. Dirigent: Stig Rybrant EP Odeon – BEOS 1
- 1959 Musik för drottning Kristina Dirigent: Eric Ericsson Sveriges radio: RAEP 5
- 1962 Den heliga natten Hilding Rosenberg, Hjalmar Gullberg, Dirigent: Eric Ericson, SR-RELP 5007
- 1962 Svensk Kyrkomusik Dirigent: Eric Ericson, Cantate – 640 224
- 1965 Bedjen, och Eder skall varda givet Dirigent Eric Ericson, Skandinaviska Grammophon HMV: 7-EBS 27
- 1965 Sex visor i folkton Dirigent: Eric Ericson, Skandinaviska Grammophon HMV: 7-EBS 28
- 1965 Svensk körlyrik Dirigent: Eric Ericson, Skandinaviska Grammophon HMV SCLP1032
- 1968 Drömmarne Dirigent: Eric Ericson, Swedish Society Discofil – SLT 33188
- 1969 August Söderman och Otto Olsson Dirigent: Eric Ericson. RMLP 1092 SR records
- 1969 Behold, I make all things new Dirigent: Eric Ericson. SR Records: RMLP 1096
- 1971 Europäische Chormusik Aus Fünf Jahrhunderten Dirigent: Eric Ericson, EMI Classics – 7243 5 65344 2 1 (Warner)
- 1971 Lidholm Stenhammar Rosenberg Dirigent Stig Westerberg, Caprice RIKS LP 22
- 1972 Eric Ericson Und Der Rundfunkchor Stockholm, Penderecki · Castiglioni · Ligeti · Werle Dirigent: Eric Ericson, His Master's Voice – 1 C 063-29 075
- 1972 Geistliche A Cappella-Musik Dirigent: Eric Ericson, Odeon – 1C 063-29 916 Q A, EMI Electrola – 1C 063-29 916 Q A
- 1973 Max Reger, Rundfunkchor Stockholm, Eric Ericson – Geistliche A Capella-Werke Dirigent: Eric Ericson, Electrola – 1 C 063-29 081
- 1972 Voices For Today Dirigent: Eric Ericson, EMI – EMD 5506
- 1974 Klingande klenoder: ur radions arkiv SR Records: RELP 21215, 2-1215
- 1974 Förklädd Gud Lars-Erik Larsson/Hjalmar Gullberg Dirigent Stig Westerberg, His Master's Voice EMI
- 1975 Trollflöjten Mozart Dirigent Eric Ericson, SR Records
- 1975 Gunnar Bucht - komponist i Sverige Endast damstämmor, Dirigent: Stig Westerberg, Caprice: Riks lp 75
- 1976 Two swedish expressionists (Allan Pettersson / Ingvar Lidholm) Dirigent: Stig Westerberg Caprice: CAP 1110
- 1978 Virtuose Chormusik Dirigent: Eric Ericson, EMI Classics – 7243 5 65348 2 7 (Warner)
- 1979 Nordiska musikdagar 1978 Ett spår med Nenia för blandad kör av Lars Edlund, Dirigent: Eric Ericson. Caprice: CAP 3013
- 1979 Porgy and Bess Dirigent: Sten Frykberg, Sveriges radio: SRLP 1337/8
- 1980 Carmen utdrag Radiokören på några spår, Operakören på andra. Dirigent. Nils Grevillius. Sveriges radio: SRLP 1344
- 1981 Motetter, Sven-Erik Bäck, Dirigent Eric Ericson, Phono Suecia,PSCD 10
- 1981 Svensk Körlyrik Dirigent: Eric Ericson, Polar – POLS 337
- 1981 Svensk körmusik från 1970-talet. 1 Dirigent Eric Ericson, Caprice: CAP 3024
- 1981 Svensk körmusik från 1970-talet. 2 Dirigent Eric Ericson Caprice: CAP 3025
- 1981 Reger och Verdi Dirigent: Eric Ericson, Polar Music International AB – POLS 334
- 1983 Zigeunerlieder / Chorwerke Johannes Brahms  Dirigent Eric Ericson, TELDEC 6.42962 AZ
- 1983 Quattro pezzi sacri, Giuseppe Verdi, Dirigent: Riccardo Muti, EMI, 7 47066 2
- 1983 Skaldens natt  (Ingvar Lidholm) Dirigent Herbert Blomstedt, Caprice: CAP 1269
- 1983 1983 American Choral Directors Association National Convention, March 10-12, Nashville Tennessee  Dirigent Eric Ericson, Silver Crest – ACDA-83-15
- 1984 Vid havets yttersta gräns / Kantat för recitation, blandad kör & orkester, skriven till Berwaldhallens invigning 1979 Sven Erik Bäck, Dirigent: Herbert Blomstedt, Caprice: CAP 1259
- 1984 Sången, Kantat för soli, Kör & orkester - komponerad till Musikaliska akademiens 150-Årsjubileum av Vilhelm Stenhammar Dirigent: Herbert Blomstedt. Caprice: CAP 1285
- 1985 Aniara, Karl-Birger Blomdahl, Dirigent: Stig Westerberg. Caprice, CAP 22016
- 1985 Nocturnes; Rendez-vous 1; L'infinito; Transparance, musik av Arne Mellnäs Kören medverkar på L'infinito Dirigent: Eric Ericson, På CD 1988. Phono Suecia: PS CD 22
- 1985 Slänggurkor: smakbitar ur Povel Ramels legendariska radioprogram åren 1947-1957 Radiokören sjunger på Avsnitt Ur Siesta I Montegasco under ledning av Sune Waldimir. Knäppupp: KLPD 6016
- 1986 Ett ljus är tänt Medverkan av oktett ur radiokören och Sveriges Radios Kammarkör. Cantio: SLP 568
- 1986 Du Gamla, Du Fria! (Svenskt Festspel = Swedish Highlights) Dirigent Stig Westerberg, Caprice CAP 21340
- 1986 Jubelmusik för kungaparet Radiokören deltar på två spår med Söderman. Dirigent. Eric Ericson, Polar: POLS 410
- 1986 Klassiska pärlor Radiokören medverkar på två spår Stenhammar/Söderman, Dirigent: Eric Ericson, Polar: POLCD 409
- 1986 Drei Szenen/Fatumeh Dirigent Stig Westerberg, Phono Suecia: PS 33
- 1987 Swedish Contemporary Vocal Music Vol. 1 Dirigent Eric Ericson, Phono Suecia Phono Suecia, PSCD 35
- 1987 Requiem Wolfgang Amadeus Mozart, Dirigent: Ricardo Muti His masters Voice EMI, 7 49640 2
- 1987 Deutsche Chormusik = German Choral Music Dirigent: Eric Ericson, EMI – CDC 7 47691 2
- 1988 Miserere - Veni Creator - Beatus Vir (Bertoni, P. Schuman, M. Zimmerman) Dirigent: Claudio Scimone, Erato ECD 75389
- 1988 Våroffer, Igor Stravinskij, Dirigent Sixten Ehrling BIS, BISCD 400
- 1988 Lidholm: Nausikaa Alone / Greetings From an Old World / Kontakion Radiokören medverkar på Nausikaa Alone under ledning av Stig Westerberg.  Caprice CAP 21366
- 1988 Französische Chormusik Dirigent: Eric Ericson, EMI: CDM 7698172
- 1989 Swedish Contemporary Vocal Music Vol. 2 Dirigent: Eric Ericson Phono Suecia – PSCD 38
- 1989 Zeitgenössische Chormusik Dirigent: Eric Ericson EMI: CDM 7698182
- 1989 Balthasar, Torsten Nilsson, Dirigenter Gustaf Sjökvist och Torsten Nilsson.  Phono Suecia, PSCD 40
- 1990 Canto del Vagabondo / Canti In Lontananza / La Fièvre / Disegno Per Quartetto D'Archi Anders Eliasson, Radiokören medverkar på Canto Del Vagabondo under ledning av Herbert Blomstedt. Caprice, CAP 21402
- 1990 Julens Sånger och Hymner, Dirigent Gustaf Sjökvist Skivbolaget, SBCD 507
- 1990 Swedish Highlights, Dirigent: Stig Westerberg Caprice, CAP 21340
- 1990 Serenad, Wilhelm Stenhammar, Dirigent: Esa Pekka Salonen Musica Sveciae, MSCD 626
- 1990 O mistress mine, Nils Lindberg, Radiokören medverkar på tre spår. Dirigent: Gustaf Sjökvist. Blue Bell, ABCD 032
- 1991 Skapelsen, Joseph Haydn, Dirigent: James Levine, Deutsche Grammophon, 445 584-2
- 1992 Requiem, De ur alla minnen fallna Sven-David Sandström, Dirigent: Leif Segerstam, Caprice, CAP 22027
- 1992 Oedipus Rex, Igor Stravinskij, Dirigent Esa-Pekka Salonen,  Sony, SK 48057
- 1992 Missa Solemnis, Ludwig van Beethoven, Dirigent: James Levine Deutsche Grammophon, 435 770-2
- 1992 Karl-Birger Blomdahl: Chamber Music, In The Hall Of Mirrors  Dirigent: Sixten Ehrling, Caprice, CAP 21424
- 1992 Johannes uppenbarelse, Hilding Rosenberg, Dirigent Sixten Ehrling, Caprice, CAP 21429
- 1993 Electra, Johann Christian Friedrich Haeffner, Dirigent: Thomas Schuback, Caprice, CAP 22030
- 1993 Ein deutsches Requiem, Johannes Brahms, Dirigent Claudio Abbado,  Deutsche Grammophon, 437 517-2
- 1993 Förklädd Gud,pastoralsvit Lars-Erik Larsson  Dirigent Esa-Pekka Salonen, Sony Classical – SK 64140
- 1993 Dichterliebe, Thomas Jennefelt, Dirigent: Gustaf Sjökvist. Phono Suecia, PSCD 68
- 1994 Dofta, dofta, vit syren, Dirigent Gustaf Sjökvist,  Musica Sveciae, MSCD
- 1994 Pettersson - Vox Humana Dirigent: Stig Westerberg. BIS-55 CD Även utgiven på LP 1975
- 1994 Christina-scener, Hans Gefors, Radiokören medverkar på ett spår under ledning av Gustaf Sjökvist. Phono Suecia, PSCD 73
- 1994 Basta, Folke Rabe, Dirigent Mats Nilsson. Phono Suecia, PSCD 67
- 1994 Requiem, Nils Lindberg, Dirigent: Gustaf Sjökvist Phono Suecia, PSCD 78
- 1995 Il Prigioniero / Canti Di Prigionia Dallapiccola Dirigent Esa-Pekka Salonen, Sony  classical
- 1995 Requiem, Alfred Schnittke, Dirigent: Tönu Kaljuste Caprice, CAP 21515
- 1995 Scenes from Goethe’s Faust, Robert Schumann, Dirigent: Claudio Abbado Sony, S2K 66308
- 1995 The High Mass, Sven-David Sandström, Dirigenter: Eric Ericson och Leif Segerstam Caprice, CAP 22036
- 1995 Vespers Sergei Rachmaninov Dirigent: Tönu Kaljuste Virgin classics  Virgin Classics, VC 5 45124 2
- 1996 Swedish Christmas (Japan) Dirigent Mats Nilsson, Crown Classics – CRCC-22
- 1996 Symfoni nr 9, Ludwig van Beethoven, Dirigent: Claudio Abbado, Sony, SK 62634
- 1997 (DVD) Ein Deutsches Requiem Johannes Brahms, Dirigent: Claudio Abbado. Arthaus musik 101 047
- 1997 Kantater, Wilhelm Stenhammar, Sterling, Dirigent Gustaf Sjökvist och Thomas Dausgaard, CDS 1023-2
- 1998 Stockholmskantat. Johan Hammerth, Dirigent: Leif Segerstam Phono Suecia, PSCD 121
- 1999 Requiem Wolfgang Amadeus Mozart, Dirigent: Claudio Abbado Deutsche Grammophon, 463 181-2
- 1999 Apocalipsis Cum Figuris Secundum Dürer - Motetum Archangeli Michaelis Bengt hambraeus Dirigent: Stefan Parkman, BIS-CD-1048
- 1999 Ett Juloratorium, Andreas Hallén, Dirigent: B Tommy Andersson, Sterling, CDS 1028-2
- 1999 Psalms of Repentance, Alfred Schnittke, Dirigent: Tönu Kaljuste, ECM Records, 453 513-2
- 2001 Requiem, Giuseppe Verdi, Dirigent Claudio Abbado, EMI, 5 57168 2
- 2001 Konsertuvertyr Nr 2, En Spelmans Jordafärd, Sinfonietta, Det Ljusa Landet, Lars-Erik Larsson, Dirigent: Stefan Parkman. Phono Suecia, PSCD 714
- 2002 Orient Occident, Arvo Pärt, Dirigent: Tönu Kaljuste ECM Records, 472 080-2
- 2003 Corigliano, Beethoven, Pärt, Credo - Hélène Grimaud, Dirigent: Esa-Pekka Salonen, Deutsche Grammophon, 471 769-2
- 2004 Voices Of Nature Alfred Schnittke Dirigent Tönu Kaljuste, BIS-CD-1157
- 2004 Francesconi: Let Me Bleed & Terre del rimorso Radiokören medverkar på ett spår under ledning av Andreas Hansson. Stradivarius – STR 33683
- 2005 Requiem Fauré och Durufle Dirigent Fredrik Malmberg, BIS-SACD-1206
- 2005 Pärt: Spiegel Im Spiegel / Fratres / Fur Alina  Dirigent: Tönu Kaljuste BIS-CD-1434
- 2006 Symphony No 12 "De Döda På Torget" Allan Pettersson Dirigent: Manfred Honeck, cpo – 777 146-2
- 2007 Braunfels: Te Deum Dirigent Manfred Honeck, Orfeo (2) – C 679 071 A
- 2008 Treasures Dirigent: Eric Ericson, Caprice Records – CAP 21814
- 2010 Nordic Sounds Dirigent: Peter Dijkstra, Channel Classics – CCS SA 29910
- 2010 Visions And Non Thoughts Dirigent: Ragnar Bohlin, Caprice Records – CAP 21816
- 2010 Jeanne D'Arc - Szenen Aus Dem Leben Des Heiligen Johanna Dirigent Manfred Honeck, Decca – 00028947639787
- 2010 (DVD) Gergiev conducts Brahms - Ein deutsches Requiem BIS-1750 DVD
- 2011 Ein deutsches Requiem, Johannes Brahms Dirigent: Paavo Järvi. Virgin Classics – 6286100
- 2011 Figure Humaine / Mass In G / Un Soir De Neige / Sept Chansons Francis Poulenc Dirigent: Peter Dijkstra. Channel Classics – CCS SA 31411
- 2011 Quo Vadis Anders Eliasson Dirigent: Johannes Gustavsson, cpo – 777 495-2
- 2012 Nordic Sounds 2 Dirigent: Peter Dijkstra, Channel Classics – CCS SA 32812
- 2013 L'enfance Du Christ Hector Berlioz Dirigent: Robin Ticciati. Linn Records – CKD 440
- 2013 The planets Gustav Holst Dirigent: Evgeny Svetlanov, Weitblick – SSS0148-2
- 2013 New Eyes On Baroque Jeanette Köhn Dirigent: Gustaf Sjökvist. ACT (4) – ACT 9547-2
- 2014 Brahms: Mass - Motets Dirigent. Peter Dijkstra. Channel Classics – CCS SA 35814
- 2015 Anders Hillborg - Sirens Radiokören medverkar på Sirens under ledning av Esa-Pekka Salonen. BIS-2114 SACD
- 2015 Mendelssohn - A Midsummer Night’s Dream Endast damstämmor under ledning av Thomas Dausgaard. BIS-2166 SACD
- 2016 Roméo Et Juliette Hector Berlioz Dirigent: Robin Ticciati Linn Records – CKD 521
- 2018 Nocturnal Singing Dirigent: Fredrik Malmberg, Footprint Records (2) – FRCD 099
- 2018 Brahms - Symphony No.3 Dirigent: Thomas Dausgaard BIS-2319 SACD
- 2019 Prélude À L'après-midi D'un Faune / Trois Nocturnes / La Mer Dirigent Evgeny Svetlanov, Weitblick – SSS0224-2
- 2019 Blenda Per August Ölander. Dirigent: Michael Bartosch STERLING CDO 1118/1119-2
- 2021 Allan Pettersson - Symphony No. 12 ‘The Dead in the Square’ Dirigent: Christian Lindberg BIS-2450 SACD

Ytterligare icke-kommersiella inspelningar från Radiokören 1934-1950 återfinns radions programarkiv.